# Куйбышевский оборонительный рубеж
Куйбышевский оборонительный рубеж — рубеж обороны, создававшийся на раннем этапе Великой Отечественной войны на территории современных Самарской, Ульяновской и Пензенской областей.
Значительные территориальные и людские потери в ходе первых месяцев войны, развивающееся немецкое наступление на Москву вынуждало руководство СССР планировать оборону и пока ещё тыловых, но расположенных недалеко от Москвы, крупных промышленных центров, в том числе Куйбышева, являвшегося стратегически важным промышленным и сельскохозяйственным центром, да ещё и фактически второй столицей государства, после того как в город были эвакуированы различные государственные учреждения.

## Подготовка к строительству
Начало работам по созданию оборонительных сооружений в Куйбышевской области было положено постановлением бюро Куйбышевского обкома от 20 октября 1941 года, которое в соответствии с решением Государственного Комитета Обороны СССР от 13 октября 1941 года № 782 сс постановило в течение 10 дней провести рекогносцировочные работы и разбивку сооружений по всему обводу предполагаемого рубежа. Сразу по получении рекогносцировочных данных предписывалось начать строительные работы, в первую очередь — сооружение земляных противотанковых укреплений. Цель строительства — создать линию обороны по рекам Волге и Суре, чтобы защитить военно-промышленный комплекс Куйбышевской области и воспрепятствовать прорыву немцев к Волге.
Руководство строительством возлагалось на местные областные власти и 4-е управление Военно-полевого строительства Наркомата обороны СССР. Районы области были включены в Управления военно-полевого строительства (ВПС), начальниками которых становились секретари райкомов ВКП(б) и председатели райисполкомов. Им предписывалось в трёхдневный срок сформировать аппараты Управлений и провести мобилизацию «инженерно-технических, административно-хозяйственных и снабженческих работников для укомплектования как аппаратов ВПС, так и для аппаратов полковых строительных участков».
Уже 26 октября изначальные планы были отменены, структура ВПС изменялась, менялись планы по работам в каждом районе, штаты ВПС расформировывались, начальники ВПС должны были вернуться к своим прямым обязанностям.
По плану строительства территория оборонительного рубежа была разделена на 21 сектор, к каждому из которых прикреплялось минимум 3 района и/или города. Некоторые города могли относиться к нескольким участкам одновременно: так Куйбышев относился к Жигулёвскому, Куйбышевскому, Красноярскому и Новоставропольскому секторам. В каждый район, приписанный к рубежу, отправлялась разнарядка за подписями секретаря обкома М. Я. Канунникова и заместителя наркома внутренних дел Круглова, в которой указывалось число рабочих, автомобилей, гусеничных и колёсных тракторов, гужевых повозок, которые должны были быть направлены на соответствующий участок. Мобилизованные должны были явиться с запасом продовольствия и фуража на десятидневный срок, обеспеченные тёплой одеждой и со своим инвентарём. Для обеспечения мобилизации с 22 октября на территории Куйбышевской области вводилась бесплатная трудовая и гужевая повинности. На местах мобилизацией занимались партийные организации, а также райкомы ВЛКСМ, мобилизовывались рабочие, служащие, колхозники-комсомольцы, учащиеся сельскохозяйственных техникумов, учащиеся школ мобилизации не подлежали. Координация работ по доставке рабочей силы и транспорта возлагалась на уполномоченых обкома и НКВД. Для руководства и связи на месте работы мобилизованных рабочих должен был сопровождать один из секретарей райкомов, который должен был находиться вместе с рабочими из своего района весь срок строительства.
По тому же постановлению обкома ВКП(б) все стратегические организации и учреждения области должны были сосредоточиться на выполнении обязательств по строительству рубежа. Все имеющиеся в регионе оборудование, инвентарь и стройматериалы в первую очередь должны были быть использованы на строительстве оборонительных сооружений. Управлению строительства рубежа также передавались оборудование и стройматериалы с эвакобаз. К 22 октября должен был быть разработан план использования ресурсов строительных организаций области под руководством секретаря обкома ВКП(б) по строительству П. В. Сурина, секретарь обкома М. Ф. Бабин назначался ответственным за производство сборных железобетонных конструкций для ДОТов и ДЗОТов на промышленных предприятиях области и строительных организациях. Руководство облздравотдела, облторготдела и областной конторы связи должны были обеспечить строительство связью, продовольствием и медицинским обслуживанием.
Планировалось, что основные строительные работы будут окончены уже к середине ноября 1941 года.

## Мобилизационные проблемы
На практике строительство столкнулось с тем обстоятельством, что обком значительно преувеличил мобилизационные возможности в регионе.
В колхозах не хватало рабочих рук, чтобы выполнять одновременно и планы по хлебозаготовкам, и обеспечить строительство оборонительного рубежа. Для выполнения предписаний обкома районное руководство прибегало к мобилизации всех, кого только было можно, невзирая на непригодность людей для выполнения земляных работ. Работники управлений ВПС и органов НКВД докладывали в обком, что среди мобилизованных есть подростки до 12 лет, старики, больные, в том числе со справками от врачей, инвалиды, беременные женщины, в Теренгульском районе среди мобилизованных оказался даже умалишённый. В том же Теренгульском районе мобилизовывали и женщин с малолетними детьми, которых матери передавали на попечение в другие семьи.
Однако даже подобные меры не могли обеспечить выполнение мобилизационных планов. Число запланированных к мобилизации и реально привлеченных к работам различалось в несколько раз. При этом центральные власти постоянно напоминали секретарю обкома Канунникову о необходимости воздействия на райкомы для усиления темпов отправки людей на строительство и жёсткого выполнения развёрстки по всем необходимым ресурсам в срок. Так, 5 ноября 1941 года заместитель начальника 4 управления оборонительных работ ГКО СССР Усиевич требовал воздействовать на руководителей ряда райкомов и райсоветов (Сызранский, Новоспасский, Приволжский, а также на Пензенский обком), задерживающих отправку рабочих на строительство, указывая, что военно-полевое строительство обеспечено рабочей силой в среднем лишь на 20-30 % и продвигается очень медленно. Согласно сводкам на 9 ноября 1941 года районы, входившие в Майнский, Богдашкинский, Тагайский, Барышский, Кузоватовский, Новоспасский, Радищевский и Старокулаткинский районы ВПС, фактически прислали 98 220 человек при запланированных 229 500. Аналогичная ситуация складывалась и в других районах ВПС, часть прикрепленных районов прислала лишь половину от обещанных рабочих, некоторые лишь треть, были районы, которые не прислали вообще ни одного человека. Не лучше дело обстояло и в городах: Сызрань обеспечила лишь 3192 человека вместо 12 тысяч, Чапаевск — 700 человек из 3 тысяч.
Схожие проблемы возникли и с привлечением к строительству рубежа техники и гужевой тяги. Зачастую обком требовал столько техники, сколько в районах попросту не было. Так глава Борского района в ответ на требование поставить 22 машины докладывал, что в районе имеется всего 5 автомобилей, из которых на ходу только 3. В Шигонском районе на 17 ноября из 29 тракторов работало только 5, остальные простаивали из-за неисправностей и нехватки горючего, а из 424 лошадей 75 были настолько плохи, что не могли самостоятельно передвигаться, и почти все они были не подкованы, из-за чего быстро травмировались.
Проблемы возникали в том числе у организаций, работавших непосредственно на строительство. Управляющий трестом «Волгостройтрест» докладывал в обком, что работа в леспромхозах области затруднена так как их руководство, значительная часть рабочих и гужевого транспорта были направлены на строительство. С аналогичными жалобами обращались и другие руководители строительных организаций, указывавшие, что отправка рабочих ставит под угрозы планы по поставке стройматериалов для того же строительства. Аналогичная ситуация складывалась и в районных руководствах, советский и партийный аппарат которых уполномоченными обкома по строительству рубежа был пущен на формирование аппарата строительства, так что многие районы остались без значительной части партийного аппарата, следовательно, без полноценного управления. Впрочем, были и обратные примеры, когда из райкомов в управления ВПС направлялись люди, некомпетентные в вопросах как оборонного строительства, так и создания структуры снабжения и производства, большей чем на уровне колхоза.
Фактически, многие местные руководители игнорировали распоряжения обкома. Так не выполнялись требования о необходимости мобилизованным иметь десятидневный запас еды и теплую одежду. Сельсоветы зачастую предупреждали, что мобилизованные идут на работы только на 10 дней и запас еды и тёплых вещей не нужен. Так что на практике мобилизованные были плохо одеты и обуты, с продовольствием всего на пару дней. Иногда это приводило к серьёзным проблемам. Так мобилизованные из Фрунзенского района Куйбышева не были предупреждены о необходимости наличия теплых вещей, при этом к месту работ их перевозили на холодной барже в течение двух суток, а на месте они были размещены в летнем лагере, не пригодном для проживания в ноябре. В довершение всего, по прибытии люди двое суток не получали хлеба и 5 дней — горячей пищи. В результате многие заболели пневмонией, двое скончались. При этом медицинское обслуживание практически отсутствовало в силу отсутствия квалифицированных врачей, что с приближением зимы приводило с значительному росту числа заболевших даже в менее экстремальных условиях. Только со строительного участка в селе Жигули Сосново-Солонецкого района пришлось отпустить более 300 человек по причине проблем со здоровьем.
Достаточно типичной была ситуация, когда мобилизованные направлялись безо всякого сопровождения со стороны партийных работников, а то и вообще без какого-либо сопровождения. Из-за этого многие группы двигались хаотично, терялись по дороге и порой возвращались с полпути обратно. Другая проблема отсутствия руководства — отсутствия организованного снабжения. Местные жители зачастую не предоставляли мобилизованным ни провианта, ни жилья, за это мобилизованные расплачивались воровством. По дороге люди теряли инвентарь, выходила из строя техника, которой и так не хватало.
Подобная неорганизованность и отсутствие контроля и руководства приводили к массовому дезертирству, даже когда снабжение было организовано лучше, чем в колхозах. Мобилизованные уходили с участков попросту из-за отсутствия работы. Согласно милицейским сводкам, основанным на показаниях самовольно ушедших, «никто не мог объяснить, что делать и куда идти». Поэтому мобилизованные просто возвращались в свои колхозы. Обычно уходили небольшими группами по 5-30 человек, но иногда уходили большими группами по 1000 человек и более.

## Ход работ
По прибытии на место работ рабочих встречало отсутствие нормальной системы питания, жилья, инструментов и техники.
В результате вместо начала работы мобилизованным сначала приходилось создавать условия для проживания, заниматься организацией питания, хотя все должен был решить райпотребсоюз ещё до прибытия рабочих.
Нехватка инвентаря была катастрофической. К примеру на участке Майнского ВПС насчитывалось 1 лом на 100 человек, 1 кирка на 459 человек и 1 топор на 35 человек. В результате участок, укомплектованный персоналом всего на 35 %, имел в своём распоряжении инструментов менее 10 % от необходимого. Кроме того, не всегда инструмент был пригоден для работы в уже промерзающем ноябрьском грунте. При этом местное руководство зачастую уверяло мобилизованных, что инструмент с собой брать не нужно, так как всех обеспечат на месте. Не хватало и стройматериалов для проведения работ. При этом действовала уравнительная система по нормам выработки, норма для всех участков составляла более 2 кубометров, независимо от типа грунта.
Недостаток теплой одежды и продовольствия приводил к значительным простоям в работах. Так только в Шигонском районе, по данным НКВД, более 600 человек не выходило на работу из-за отсутствия одежды, обуви и питания. Все это происходило в условиях приближающейся зимы, так что темпы строительства были чрезвычайно низкими.
В докладной НКВД от 27 ноября 1944 года в Куйбышевский обком ВКП(б) даётся перечень главных проблем, затруднявших строительство Куйбышевского оборонительного рубежа в конце 1941 года. К ним относились перебои с питанием и особенно слабая обеспеченность горячей пищей, необеспеченность фуражом, явная недостаточность инвентаря, в результате чего постоянно возникали простои тысяч людей, плохое обеспечение мобилизованных жильём, посылка на работы нетрудоспособных, подростков, стариков и беременных женщин. В письме секретаря обкома по строительству Сурина от 15 декабря первому секретарю обкома указывалось, что в условиях слабой организации строительства, путаницы в руководстве работами на местах, неприспособленности рабочего инвентаря к зимним условиям и традиционных плохих бытовых условий, строительство рубежа, при имеющихся 107 тысячах человек, будет завершено не ранее чем через несколько месяцев.

## Восстановление рубежа
Введенные в научный оборот источники не дают ответа на вопрос, был ли достроен Куйбышевский оборонительный рубеж в принципе.
По мнению сотрудника Самарского государственного архива Е. Малинкина, основные работы были завершены ещё до окончания Московского контрнаступления Красной Армии. Свои выводы он основывает на том, что документах, датированных весной 1942 года, рубеж упоминается как достроенный. Так и постановлении ГКО от 26 марта 1942 года № 1501/сс, о восстановлении оборонительных сооружений и ПТП (противотанковых препятствий), возведённых на территории Куйбышевской области, и решение особого заседания исполкома Куйбышевского областного совета депутатов трудящихся № 135 «О восстановлении оборонительных рубежей Куйбышевской области» от 17 мая 1942 года № 135 говорится именно о восстановлении рубежа.
В ходе восстановительных работ и проверки организации охраны рубежа был составлен рапорт, приложенный к письму от 3 июня 1942 года заместителя начальника УНКВД по милиции Куйбышевской области майора милиции Бызова секретарю обкома ВКП(б) Никитину. Проверялись укрепления на территории Майнского, Барышского, Кузоватовского, Тагайского и Инзенского районов, основными объектами проверки были ДОТы и ДЗОТы, проверяемые на возможность использования в качестве укрытий. Согласно рапорту местная линия обороны состояла из пулемётных гнёзд, миномётных площадок, артиллерийских огневых точек и прочих укреплений. Имелись также землянки с бойницами, крыши которых засыпаны землёй и камнями до трёх метров, противотанковые окопы и препятствия. Значительное число ДОТов и ДЗОТов оказались недостроенными, стройматериалы (брёвна, доски), а в некоторых местах и инструменты в большом количестве разбросаны и испорчены (сломаны, сгнили). У большинства ДОТов и ДЗОТов обвалились ходы, земляные сооружения осели и осыпались, деревянные сооружения оголились. Большинство сооружений залито водой и обвалилось. Было установлено, что охрана оборонительных сооружений фактически отсутствует, и райвоенкоматы, на которые возлагалась охрана, никак её не обеспечивали. Так Барышский райвоенкомат нанял трёх сторожей, но никак их не контролировал, в результате чего на момент проверки всех сторожей нашли у себя дома. В результате проверок оперативной группой блиндажей, ДОТов и ДЗОТов, многие из которых были расположены в лесных массивах, на многих объектах были обнаружены следы присутствия посторонних, неизвестные проникали даже в забитые пулемётные гнёзда, также было задержано некоторое количество лиц, дезертировавших из воинских частей, рабочих колонн, и уклонявшихся от мобилизации.
Так или иначе, для восстановительных работ согласно решению особого заседания исполкома исполкомам десяти районов предписывалось выделить суммарно 1700 человек, а также транспорт и инструменты на 20 дней для восстановительных работ. Работы предписывалось начать с 20 мая, при этом сроки и порядок направления местного населения на работы должны были определяться при тесном взаимодействии местных властей и представителей ПриВО. Питание для прибывших рабочих должно было организовываться за счёт местных колхозов, для остальных же — через наличный расчёт через систему местных торгово-кооперативных организаций. Ответственными за оплату произведённых работ назначались коменданты строительства.
В целом значительная часть ошибок организации работ в 1941 году была учтена, к концу июня соответствующие участки ВПС получили рабочую силу и технику, сами восстановительные работы осуществлялись под вооружённой охраной.
Однако же доступные документы не дают сведений об окончании восстановительных работ.

## Дальнейшая судьба
Оборонительный рубеж фактически прекратил своё существование 5 марта 1944 года, когда руководство ПриВО в письме за подписью командующего округом Калинина сообщало в обком и облисполком что дальнейшая охрана и поддержание в порядке оборонительных сооружений тыловых оборонительных рубежей на территории Куйбышевской области прекращается в виду нецелесообразности.
Большая часть всех сооружений передавалась районным властям с инструкциями по их использованию. Деревянно-земляные сооружения, соты, козырьки, лёгкие покрытия, окопные укрепления, орудийные и миномётные площадки, заградительные деревянные сооружения предназначалось разобрать, а лесоматериалы использовать на хозяйственные нужды районов. ДЗОТы, убежища и землянки предназначалось оставить под овощехранилища и полевые станы. ДОТы и железобетонные колпаки некоторое время должны были эксплуатироваться в прежнем режиме.

## Комментарии
1. ↑  Документы свидетельствуют об обратном: 

Принять как основную форму оплаты труда прямую и неограниченную сдельщину, основанную на Единых нормах выработки и расценок. Широко практиковать сдачу работ бригадам аккордно. При определении объема и стоимости сдаваемых работ исходить из Единых норм и расценок.
В целях стимулирования производительности труда обязать десятников и бригадиров установить учет выполнения работ по отдельным звеньям с тем, чтобы начисление заработной платы производилось не обезличенно по всей бригаде, а соответственно затраченному труду каждым звеном.
Также для стимулирования производительности труда ввести за перевыполнение установленных норм выработки на основных работах прогрессивнопремиальную систему оплаты труда, для чего производственному отделу Управления в пятидневный срок разработать и спустить в ВПС прогрессивно-премиальную сетку.
За перевыполнение норм выработки бригадой ввести дополнительную оплату бригадирам в размере 2 % к основной заработной плате за каждый процент среднего перевыполнения норм бригадой.— Приказ № 46 по 12-му Армейскому управлению оборонительных работ Главоборонстроя Наркомата обороны СССР.[1]